# (1866) Sísifo
(1866) Sísifo es un asteroide perteneciente al grupo de los asteroides Apolo que tiene aproximadamente 8,5 km de diámetro, siendo el mayor de los asteroides que cruzan la órbita de la Tierra. Su tamaño es comparable al objeto Chicxulub cuyo impacto provocó la extinción de los dinosaurios.
Fue descubierto el 5 de diciembre de 1972 por Paul Wild desde el observatorio de Berna-Zimmerwald en Suiza y su nombre hace referencia a Sísifo, fundador y rey de Éfira en la mitología griega.
Sísifo pasará a una distancia de 0,11581 unidades astronómicas (17 324 929 km) de la Tierra el 24 de noviembre de 2071 y alcanzará una magnitud aparente máxima aproximada de 9,3 el 26 de noviembre de 2071. Cuando fue descubierto su magnitud máxima fue de 9,0 el 25 de noviembre de 1972. Es uno de los asteroides próximos a la Tierra más brillantes.
En 1985, este objeto fue detectado por el radar del radiotelescopio de Arecibo a una distancia de 0,25 ua. La sección equivalente de radar medida fue de 8 km². Durante las observaciones de radar se le encontró un pequeño satélite, aunque su existencia no fue confirmada hasta diciembre de 2007.[cita requerida]
Otros asteroides de gran tamaño próximos a la Tierra son Ganimedes (32 km), Don Quijote (19 km), Eros (17 km) y Eric (10,8 km).